# Marian Mazaraki
Marian Mazaraki (ur. 1820, zm. 1893) – poseł do Sejmu Krajowego Galicji VI kadencji (1889–1893), właściciel dóbr Strutyn koło Doliny.
Wybrany do Sejmu Krajowego z IV kurii okręgu wyborczego Dolina. Na jego miejsce 5 października 1893 obrano Wincentego Witosławskiego.